# Xenopus wittei
Xenopus wittei es una especie de anfibio anuro de la familia Pipidae.

## Distribución geográfica
Esta especie se encuentra entre los 1200 y 2300 m sobre el nivel del mar:
- en el este de Kivu Norte y Kivu del Sur en la República Democrática del Congo;
- en el suroeste de Uganda;
- en Ruanda.[3]

## Etimología
Esta especie lleva el nombre en honor a Gaston-François de Witte.

## Publicación original
- Tinsley, Kobel & Fischberg 1979 : The biology and systematics of a new species of Xenopus (Anura: Pipidae) from the highlands of central Africa. Journal of Zoology, vol. 188, n.º 1, p. 69-102.[4]